# Sombakidia morismus
Sombakidia morismus är en insektsart som beskrevs av Baltasar Merino 1936. Sombakidia morismus ingår i släktet Sombakidia och familjen dvärgstritar. Inga underarter finns listade i Catalogue of Life.